# Méningite à méningocoques en Afrique sub-saharienne
La méningite à méningocoque est une infection des méninges, due à une bactérie très dangereuse. Cette infection est transmissible, elle peut laisser de graves séquelles ou encore, être fatale en moins d'un jour. Cette maladie évolue très vite, même avec un traitement approprié, au moins 10 % des patients décèdent généralement dans les 24 à 48 heures qui suivent l'apparition des premiers symptômes de la maladie et jusqu'à 20 % des survivants gardent des séquelles permanentes importantes comme la surdité, l'épilepsie, la paralysie cérébrale ou le retard mental. L'apparition de nécroses tissulaires irréversibles peut également entraîner l'amputation d'un ou de plusieurs membres,,. Les personnes les plus touchées par cette maladie sont les enfants âgés de moins de 5ans ainsi que les jeunes adultes âgés de moins de 25 ans.

## Épidémiologie

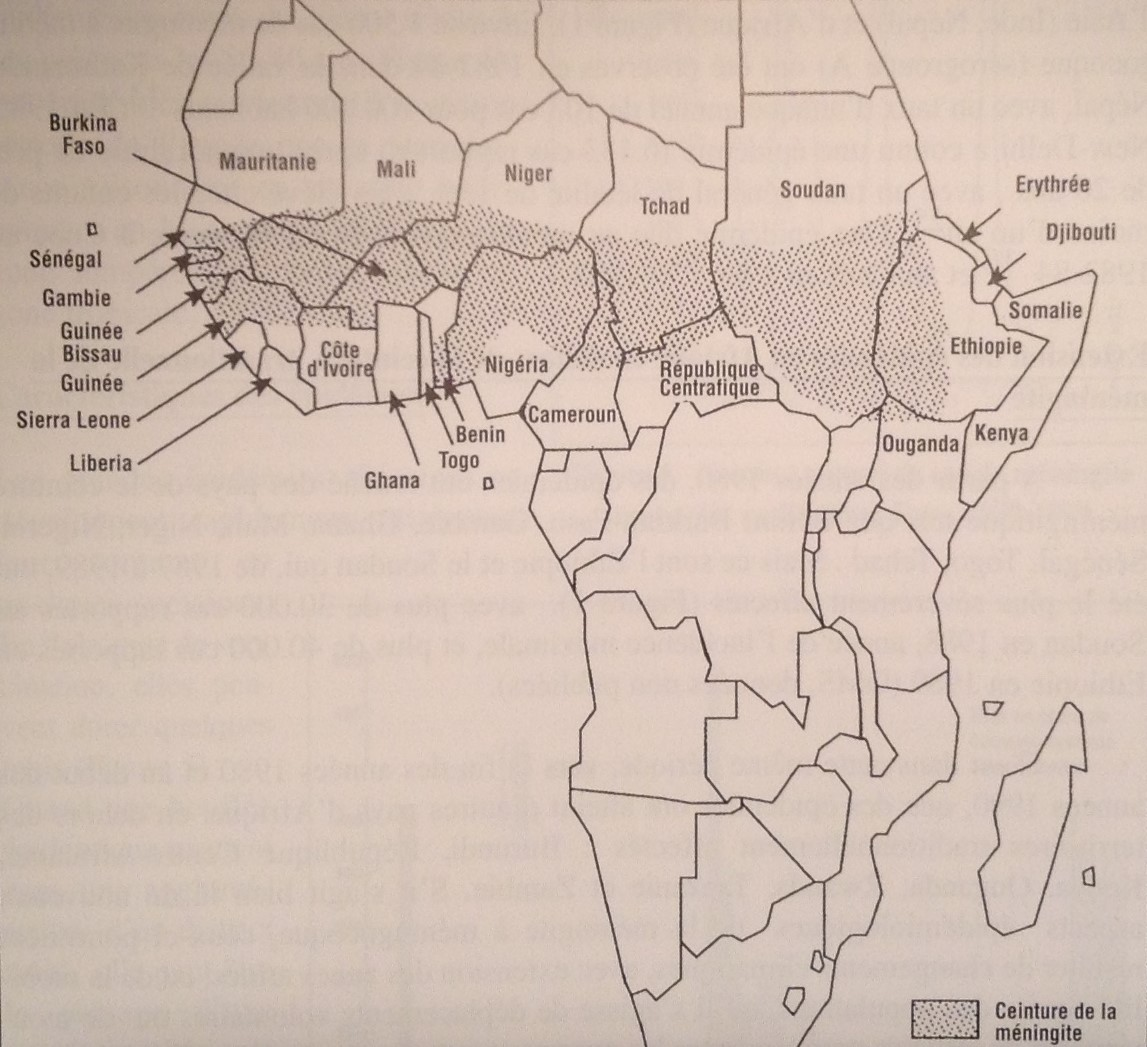
Carte montrant les limites de la ceinture africaine de la méningite décrite par Lapeyssonnie en 1963.

Contrairement à d'autres régions du monde où la méningite apparaît surtout sporadiquement sous forme de petits groupes de cas, l'Afrique sub-saharienne souffre d'épidémies explosives et répétées de méningite depuis plus de 100 ans,. Entre 1998 et 2009, plus d'un million de cas ont été recensés dans la ceinture africaine de la méningite décrite pour la première fois et ainsi dénommée par Léon Lapeyssonnie en 1963. Il s'agit d'une bande qui ceinture l'Afrique du Sénégal à l'ouest à l'Éthiopie à l'est, et qui est limitée par deux niveaux de pluviométrie, on parle d'isohyète. Au nord l'isohyète 300 mm et au sud l'isohyète 1 100 mm. C'est-à-dire toute la zone africaine où il pleut entre 300 et 1 100 mm d'eau par an, et dont la population est estimée à 450 millions de personnes. La plus grande épidémie de méningite de l'histoire a eu lieu en 1996-1997, avec plus de 250 000 cas et 25 000 décès rapportés sur le continent africain. Environ 85 % des cas de méningite à méningocoques en Afrique sont causés par le groupe A, un groupe que l'on retrouve occasionnellement en Asie et très rarement dans les pays industrialisés. 
D'après le chercheur et épidémiologiste Brian Greenwood, le profil saisonnier des épidémies de méningite à méningocoques en Afrique est l'un des exemples les plus remarquables en médecine de l'influence du climat sur une maladie infectieuse.   Les épidémies commencent au début de la saison sèche, vers le mois de décembre, se développent rapidement et cessent à l'arrivée des premières pluies, vers le mois de juin. Sécheresse, poussière et vents de sable amenés par l'harmattan assèchent la barrière muqueuse protectrice, affaiblissant les défenses immunitaires et facilitant la propagation de la maladie. L'incidence peut rester élevée pendant 1 à 2 ans, culminant lors de pics saisonniers séparés par des périodes de rémission. 
Depuis les années 1940, les vagues épidémiques surviennent tous les 8 à 12 ans, mais deux phénomènes troublants ont été observés depuis le début des années 1980 : les intervalles entre les épidémies sont devenus plus courts et plus irréguliers, et la ceinture de la méningite semble s’étendre vers le sud et toucher des régions qui avait été épargnées jusque maintenant, comme l’Angola, le Burundi, la République démocratique du Congo, le Rwanda (région des Grands Lacs) et la Zambie. À ce stade, il n’est pas possible de dire avec certitude si ces changements sont réels ou s’ils sont le résultat d’une meilleure surveillance de la maladie dans la région.

## Stratégies actuelles de lutte
La prévention et le contrôle des épidémies de méningite en Afrique sub-saharienne reposent depuis 25 ans sur une détection rapide de la maladie et sur la vaccination de masse de la population à risque avec des vaccins polyosidiques bivalents contre les groupes A/C ou trivalents contre les groupes A/C/W135. Il arrive cependant souvent que les approvisionnements en vaccins polyosidiques ne correspondent pas aux besoins des pays touchés par les épidémies et que les vaccins arrivent trop tard à destination. Les vaccinations ne peuvent donc commencer qu'en fin d'épidémie, et leurs effets sont souvent frustrants. Vu que les vaccins polyosidiques ne protègent pas les enfants de moins de 2 ans et qu'ils ne sont efficaces que pour une durée maximale de 3 ans, les campagnes de vaccination doivent être renouvelées à intervalles réguliers — une situation difficile compte tenu des réalités économiques et des difficultés logistiques liées à l’administration de soins de santé en Afrique. De plus, les efforts de contrôle de ces épidémies pèsent lourdement sur les systèmes de sante et ont un impact négatif sur les programmes prioritaires. Enfin ces épidémies ont un effet négatif sur le tourisme et les mouvements des biens et de personnes, y compris le pèlerinage annuel à la Mecque. 
En théorie, on estime qu’une campagne de vaccination lancée rapidement (trois à quatre semaines après le début de l’épidémie) permet d’éviter environ 70 % des cas.
En pratique, cependant, il est difficile, voire impossible, de démarrer une campagne de vaccination réactive si rapidement car les pays africains éprouvent des difficultés à obtenir suffisamment de vaccins en temps voulu. Par exemple, une étude publiée en 2000 par Woods et al montre que les campagnes de masse réactives ont prévenu seulement 23 % des cas et 16 % des décès lors de l’épidémie de 1996-1997 au Ghana.

## Impact économique des épidémies
Au niveau individuel, une étude socio-économique  menée pendant l’épidémie de 2007 au Burkina Faso, a montré que chaque cas de méningite dans une famille génère une dépense soudaine d’environ 90 USD, ce qui représente trois à quatre fois le revenu disponible de la famille. Les familles disposant de faibles ressources basculent inexorablement vers un niveau de pauvreté supérieur. En outre, environ 25 % des survivants souffrent de séquelles à long terme (surdité par exemple). Ils sont alors moins susceptibles de compter parmi les citoyens économiquement productifs et dépendent souvent d’une famille nombreuse connaissant déjà des difficultés financières.
Au niveau international, on estime que les pays de la ceinture de la méningite dépensent environ 20 millions de dollars par an pour faire face aux flambées de méningite. Les responsables africains de santé publique se sentent de plus en plus frustrés de devoir répondre aux épidémies de méningite avec des stratégies qui sont au mieux, modérément utiles, et au pire, inefficaces.

## Une solution pour l'avenir
À la suite de l'épidémie dévastatrice de 1996-1997, l'Organisation mondiale de la Santé a établi un plan d'action pour développer et introduire des vaccins antiméningococciques conjugués capables de combattre et éliminer les épidémies en Afrique.  
Le Projet Vaccins Méningite (mieux connu sous le nom de MVP pour « Meningitis Vaccine Project ») est né de cette initiative.
La mission du MVP est d’éliminer les épidémies de méningite en tant que problème de santé publique en Afrique sub-saharienne par le développement, la mise au point, l’introduction et l’utilisation à grande échelle de vaccins conjugués contre les méningocoques.
Compte tenu de fait que le méningocoque de groupe A est responsable de la plupart des épidémies dans la ceinture de la méningite, le projet a développé un vaccin antiméningococcique conjugué contre le groupe A. Le nouveau vaccin pourrait être introduit en Afrique à la fin de 2010.